# Igreja de São Vicente (Abrantes)

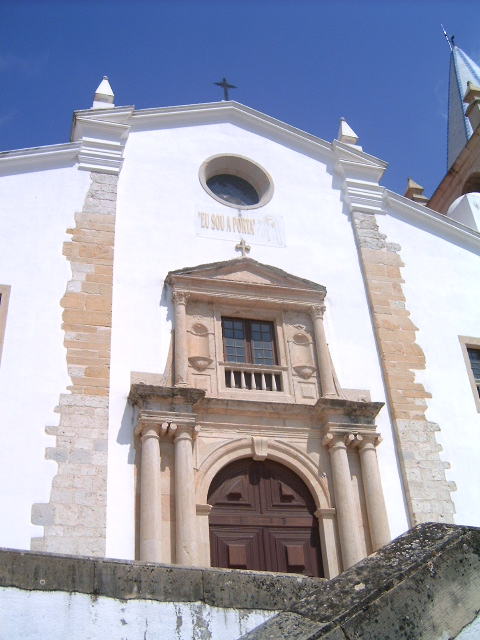
Fachada da igreja

A Igreja de São Vicente localiza-se em Abrantes, distrito de Santarém, Portugal.
A primitiva igreja de São Vicente foi mandada construir logo após a tomada do castelo de Abrantes por D. Afonso Henriques, mais propriamente em 1149. Em 1179, depois de um exercito mouro ter arrasado a vila e destruído a igreja, o templo foi mandado reconstruir. Só em 1569, a mando de D. Sebastião, a nova igreja seria edificada por empregados do Convento de Cristo de Tomar, que foram os  responsáveis pela edificação das capelas laterais. A obra começou no mesmo ano (1569) e por essa razão a paróquia foi mudada para a Ermida de Santa Catarina (hoje São Lourenço). Em 1595 o projeto da igreja fica a cargo do arquiteto militar Mateus Fernandes, que possivelmente só at erminaria em 1605.
A Igreja de São Vicente está classificada como Monumento Nacional desde 1926.

## Edifício
A igreja possui planta longitudinal composta por nave rectangular, com dois corpos laterais, capela-mor, capelas laterais e sacristias anexas. A fachada principal está ladeada por dois torreões, vazados no primeiro registo por arcos plenos, sendo o da direita rematado por torre sineira com coruchéu azulejado, e o do lado oposto apenas por sineira. O pano central da fachada, dividido em dois registos, apresenta portal em arco pleno, inserido em estrutura retabular, num modelo que deriva das fachadas-retábulo elaboradas por Nicolau de Chanterene e João de Ruão e que a arquitetura maneirista adopta como suas, depurando-as da decoração ornamentalista dos mestres renascentistas e imprimindo-lhes formas depuradas de gosto classicista. O programa decorativo do portal consta da utilização de duas ordens arquitetónicas na sua estrutura: no primeiro registo, na delimitação do portal, a ordem jónica, no segundo registo, ladeando a janela e os nichos a ordem coríntia. Sobre o portal foi rasgado um óculo. A fachada é rematada em empena, com pináculos.

O espaço interior do templo reparte-se em três naves de alturas diferenciadas com seis tramos divididos por arcos assentes em colunas toscanas; ao fundo, o coro alto coberto por abóbada em cruzaria de ogivas rebaixadas. As naves são cobertas por abóbada de berço de caixotões. Cada uma das naves laterais possui três altares de pedra maneiristas, elaborados entre 1584 e 1591, possuindo alguns retábulos de pedra provenientes de oficinas de Tomar (SERRÃO, Vítor, 2002, p. 193). São revestidas de painéis de azulejo seiscentistas azuis e amarelos, com representações de temática vicentina. A capela-mor, coberta também por abóbada de caixotões, tem ao centro retábulo de talha com crucifixo de pousar indo-português na tribuna. 

A igreja de São Vicente de Abrantes possui um modelo que, combinando a austeridade das formas com o espaço pensado de forma unitária, demonstra uma harmonia espacial e estrutural a denunciar a influência da arquitetura de cariz militar. A esta junta-se o decorativismo de inspiração flamenga, aplicado em elementos como os pináculos que rematam superiormente o pano da fachada e as torres do templo.